# Mała doboszka
Mała doboszka (ang. The Little Drummer Girl) – powieść Johna le Carré, a także amerykański thriller z 1984 roku, nakręcony na podstawie tej powieści.

## Fabuła
Akcja powieści rozpoczyna się na przedmieściach Bonn od wysadzenia domu izraelskiego dyplomaty. Przebrana za niemieckich policjantów grupa agentów Mosadu, pod dowództwem Martina Kurtza, szybko odkrywa, że za zamachem stoi palestyńska organizacja terrorystyczna, która ma na swoim koncie kilka podobnych akcji.
Charlie jest młodą angielską aktorką. Nieświadomie staje się częścią planu Mossadu, zmierzającego do ujęcia terrorystów. Jej romans z tajemniczym mężczyzną o imieniu Joseph jest środkiem do uwiarygodnienia jej historii i ułatwienia kontaktu z terrorystami.
W czasie niecodziennej podróży z Anglii przez Niemcy i Grecję zostaje przekonana przez Mosad do pomocy w ujęciu terrorystów. Charlie jest doskonałą aktorką, ale nawet ona ma problemy w oddzieleniu prawdy od fikcji.
Najtrudniejsze chwile czekają ją podczas szkolenia dla przyszłych terrorystów w obozie w Libanie. Po zakończeniu ćwiczeń zostaje wysłana na misję, podczas której ma przeszkodzić w rozmowach pokojowych między Palestyńczykami a Izraelem. Wykonują ją pod nadzorem Mosadu, w rezultacie czego Khalil zostaje zabity, a zadanie Charlie dobiega końca.

## Wyróżnienia
- pozycja 68 na liście 100 najlepszych powieści kryminalnych wszech czasów według Mystery Writers of America